# Косякинская
Косякинская — станица в Новокубанском районе Краснодарского края.
Входит в состав Прикубанского сельского поселения.
Население менее 500 человек.

## География
Станица расположена в степной зоне правобережья Кубани, в 20 км восточнее города Армавир, на границе со Ставропольским краем.

## История
Первоначальное название станицы — Горькореченский хутор. Его в 1824 году основали казаки, занимавшиеся скотоводством и переселившиеся из станицы Убеженской.
Хутор расположился в гористой местности на реке Горькой. Как отмечают источники начала 20 в., «воды в ней очень мало и для питья она не годна: питьевую воду жители берут из колодцев, во многих из них она горьковатаго вкуса».
Жители занимались хлебопашеством и овцеводством. В 1905 году закончилось строительство церкви Покрова Святой Богородицы, деньги на которую пожертвовал состоятельный местный житель. Церковь закрыли в 1927 году, в 2010-м началось её восстановление силами местных жителей, в 2012 году прошла первая литургия.
В 1912 году хутор Горькореченский станицы Убеженской переименован в Косякинский, в честь старшего помощника начальника Кубанской области и наказного атамана Кубанского казачьего войска, генерал-майора Петра Косякина.

## Население
| 2002 | 2010 |
| ---- | ---- |
| 345  | ↘332 |